# Roberto Rampi
Roberto Rampi (Merate, 17 settembre 1977) è un politico italiano.

## Biografia
Cresciuto in Brianza, ha vissuto l'infanzia a Carnate per poi trasferirsi a Vimercate. Compie i suoi studi presso il liceo scientifico Antonio Banfi di Vimercate ed in seguito presso la facoltà di Filosofia dell'Università degli Studi di Milano. 
Laureatosi in Filosofia Teoretica all'Università Statale di Milano, ha svolto la tesi su Umberto Eco intitolata L'Ornitorinco. Umberto Eco, Peirce e la conoscenza congetturale, con prefazione di Gianni Vattimo.
Ha continuato il suo lavoro di ricerca in campo filosofico nel filone dell'ontologia ermeneutica contemporanea inaugurato da Hans-Georg Gadamer, riconoscendo nel pensiero debole la chiave per la democratizzazione della società, la diminuzione della violenza e la diffusione del pluralismo e della tolleranza.
Ha pubblicato nel dicembre 2016 il suo primo racconto, Assassinio a Montecitorio, con prefazione di Walter Veltroni. Il secondo, R-Esistere del 2021, è un racconto partigiano ambientato in Val Grande.

### Attività professionale
Durante gli studi universitari inizia a lavorare come webmaster per poi dedicarsi alla consulenza informatica. Successivamente lavora con l'agenzia di management musicale Sonora di Milano, collaborando con Roberto Vecchioni, Eugenio Finardi. 
Nel 1998, a 21 anni, organizza un concerto di Vecchioni nella sua Vimercate con 3300 persone. E nel 1999 realizza per Vecchioni il primo sito internet di un cantautore italiano. 
Dal 2003 ha lavorato per Infoarte srl, occupandosi della valorizzazione dei beni culturali mediante l'uso di tecnologie multimediali e diventandone socio. 
Ha fondato e gestito FormazioneConSenso, un progetto di consulenza per la realizzazione di campagne elettorali. 
Ha lavorato come consulente per il gruppo regionale dei DS e del PD in regione Lombardia e per la Provincia di Milano, in particolare sui temi della partecipazione, della semplificazione e della comunicazione.
È stato capo di gabinetto dell’assessorato alla casa e all’area metropolitana. 
È consulente alla comunicazione e progettista culturale. 
Si è occupato della valorizzazione e riscoperta della figura di Antonio Gramsci sul quale ha pubblicato due volumi nel 2007 e nel 2011, promosso uno spettacolo teatrale ed un fumetto all'interno del progetto di riscoperta Gramsci Pop.
Ha sviluppato una serie di progetti di teatro civile sulle figure di Aldo Moro e Peppino Impastato, sulla strage di piazza Fontana, sulla prima guerra mondiale, pensando al teatro come strumento di generazione della memoria.
Nel 2024 ha iniziato una docenza universitaria presso lo IULM di Milano sul Diritto alla Conoscenza, che ha poi sviluppato anche presso l’Università degli Studi dell'Insubria.
Ha pubblicato diversi articoli per numerosi quotidiani nazionali, in particolare per l'Unità.
Dal gennaio del 2025 è il primo Garante dei diritti delle persone private della libertà di Monza, nominato in base all’accordo siglato a luglio 2024 tra Comune, Provincia e Casa Circondariale a seguito di una selezione tramite avviso pubblico tra persone di prestigio e notoria fama nel campo delle scienze giuridiche, dei diritti umani e delle attività sociali. 

### Attività politica
Nel 1997 viene eletto per la prima volta consigliere comunale a Vimercate; dopo la riconferma nel 2001 è anche presidente della commissione Cultura e Servizi Sociali fino al marzo del 2006.
Dal 10 giugno 2006 al 25 aprile 2013 è vicesindaco e assessore alle politiche culturali e giovanili, partecipazione, politiche educative del Comune di Vimercate.
Segue la nascita del MUST, il Museo del territorio vimercatese.
Entra a far parte della segreteria metropolitana milanese dei Democratici di Sinistra, occupandosi di Monza e Brianza, e successivamente diventa responsabile Enti locali nella prima segreteria provinciale di Monza e Brianza dei DS.
È stato un convinto sostenitore del progetto de L'Ulivo e ha vissuto la nascita del Partito Democratico come l'inizio di un lungo e necessario percorso di rinnovamento.
Dal novembre 2009 è nella segreteria provinciale del PD di Monza e Brianza e poi responsabile organizzazione nella segreteria regionale del PD Lombardo.
Dopo essere stato componente dell’Assemblea Nazionale del PD e della direzione regionale e provinciale, è stato responsabile nazionale Cultura ed Editoria.
A seguito del voto del 24 e 25 febbraio 2013 è stato eletto alla Camera dei Deputati per il Partito Democratico. Dal 7 maggio 2013 è entrato a far parte della commissione permanente n. VII, cultura, scienza e istruzione mentre il 24 luglio 2013 diventa coordinatore della delegazione del Partito Democratico Lombardo alla Camera dei Deputati.
Dal 2013 è anche iscritto al Partito Radicale Transnazionale, con il quale ha promosso alcune iniziative contro il proibizionismo e per la legalizzazione delle droghe leggere, sul fine vita e l'eutanasia e sul diritto alla conoscenza, per la moratoria internazionale della pena di morte. Dal 30 maggio 2020 è membro del Consiglio Generale del Partito.
Nel 2013 ha lanciato per primo l’idea dei caschi blu della cultura, un corpo specializzato per la tutela dei beni culturali e archeologici nelle aree di guerra, poi concretizzatasi col supporto del Ministero dei beni e delle attività culturali e del turismo e dell’UNESCO.
È stato relatore in Commissione Cultura e in aula della legge per il pluralismo dell’informazione, approvata in via definitiva alla Camera il 4 ottobre 2016.
È il primo firmatario della proposta di legge per la musica dal vivo, per la riforma delle norme riguardanti le attività musicali contemporanee popolari dal vivo, al fine di conferire un assetto organico e razionale al settore e di prevedere un suo rilancio, tenendo conto della sua importanza strategica nell’ambito delle attività artistiche e culturali del Paese.
È stato relatore in Commissione Cultura e in Aula alla Camera della legge sullo Spettacolo che ha rinnovato per la prima volta tutta la normativa del settore.
È l’ideatore della Carta Cultura 18 App per sostenere e aumentare l’acquisto di libri, musica e l’accesso a eventi culturali da parte dei più giovani, come biglietto di ingresso nella cittadinanza attiva, secondo il concetto che cultura diffusa e democrazia sono indissolubilmente legati.
Nel marzo del 2018 è stato eletto Senatore della Repubblica e ha fatto parte dell’ufficio di presidenza del Senato essendo uno dei sei più giovani senatori.
Il 3 ottobre 2018 è stato eletto rappresentante italiano presso l'assemblea parlamentare del Consiglio d'Europa dove è stato Vicepresidente della Commissione Cultura Scienza Educazione e Media.
È stato capogruppo PD nella Commissione di indagine contro il fenomeno del femminicidio e componente della Commissione straordinaria per la tutela e la promozione dei diritti umani.
Nel dicembre 2019 è tra i 71 senatori che hanno permesso con la loro firma che si tenesse il referendum sulla riduzione dei parlamentari. Si è speso, controcorrente, per il No al taglio.
Il 15 maggio 2020 è stato nominato Relatore Generale su “Libertà dei media, fiducia pubblica e Diritto alla Conoscenza” all’Assemblea Parlamentare del Consiglio d’Europa, rapporto adottato il 22 giugno 2021 dall'Assemblea.
Da luglio 2020 è stato capogruppo PD in Commissione Cultura e Istruzione del Senato.
Nel dicembre del 2021 è stato eletto nel Consiglio Direttivo generale di Nessuno tocchi Caino per il suo impegno sul tema delle carceri e della pena di morte. Nel congresso del dicembre 2024 presso il carcere di Opera è chiamato a far parte della prima segreteria dell’associazione.
Dal gennaio del 2022 è membro onorario del Global Committee for the Rule of Law.
È stato vice presidente del Sub-Committee on Culture, Diversity and Heritage del Consiglio d’Europa e rappresenta la Commissione Cultura nel Committee for Works of Art e rappresentante del Consiglio d’Europa per il premio del museo dell’anno.
È stato relatore in Commissione Cultura e in Aula al Senato della legge sui Lavoratori dello Spettacolo che ha introdotto tutele e coperture specifiche per musicisti, attori, autori e tecnici del settore, riconoscendo, per la prima volta, la natura intermittente di queste professioni.
È componente del Comitato Scientifico della Fondazione Elio Quercioli e del Consiglio di Indirizzo della Fondazione Centro di Ricerca e Formazione ed Interventi Sociali Filippini Togliatti.
È presidente del consiglio d’istituto del Liceo Classico, Scientifico e delle Scienze Applicate Antonio Banfi di Vimercate.
Da marzo 2023 è nel Comitato Scientifico del MUST, Museo del Territorio del Vimercatese.
A luglio del 2023 è stato eletto componente del consiglio di amministrazione dell'azienda speciale consortile CUBI che raccorda l'attività di 70 biblioteche di 58 Comuni nell'area est della Città metropolitana di Milano e della provincia di Monza e della Brianza, offrendo i propri servizi ad un bacino d'utenza di circa 650mila persone.
Da gennaio 2025 è responsabile cultura del Partito Democratico della Lombardia.